# Гулликсен, Тобиас Фьельд
То́биас Фьельд Гу́лликсен (норв. Tobias Fjeld Gulliksen; род. 9 июля 2003, Драммен, Бускеруд) — норвежский футболист, полузащитник клуба «Юргорден».

## Клубная карьера
В 2019 году подписал свой первый профессиональный контракт с клубом «Стрёмсгодсет». 26 июня 2020 года дебютировал в основном составе «Стрёмсгодсета» в матче Элитесериен (высшем дивизионе чемпионата Норвегии) против против клуба «Олесунн». 21 июля 2021 года забил свой первый гол за клуб в матче против «Одда». 31 октября 2021 года сделал свой первый «дубль» в матче против «Молде».
21 июля 2023 года стал игроком клуба «Будё-Глимт», подписав четырехлетний контракт.
В феврале 2024 года перешел в шведский клуб «Юргорден», подписав контракт до 2027 года. Дебютировал в Аллсвенскан 1 апреля в матче против «Гётеборга». 

## Карьера в сборной
Выступал за сборные Норвегии до 15, до 16 и до 18 лет.

## Достижения

### Командные
«Будё-Глимт»
- Чемпион Норвегии: 2023

### Личные
- Молодой игрок сезона Лиги конференций УЕФА: 2024/25[10]